# Прва битка на Ени
Прва битка на Ени представљала је наставак савезничке офанзиве против немачке 1. и 2. армије, које су се повлачиле након Прве битке на Марни у септембру 1914. Битка је трајала од 13. септембра до 28. септембра 1914. и завршила је неодлучено. Противничке стране су на том подручју остале укопане до 1918.
Савезници су закључили 11. септембра да ће Немци зауставити повлачење око реке Ене. Када су немачка 1. и 2. армија дошли до Ене ојачани су додатно 7. армијом под командом Јозиаса фон Херингена, па су започели са постављањем обрамбених положаја и са копањем ровова на северној обали реке Ене. Немци су главну одбрану базирали на Шемин де Дам брдима. У напад на три немачке армије савезници су кренули 13. септембра 5. армијом (под командом Франше д' Епереа ), француском 6. армијом (под командом Мишела Монурија) и Британским експедиционим корпусом под командом Џона Френча. Током 14. септембра савезници су наставили са нападима на Немце на Шемин де Дам брдима, али немачким контранападом су били враћени на полазне положаје. Немачка тешка артиљерија и митраљеска ватра држала је савезнике на одстојању.
Савеници су наставили са нападима и 18. септембра, а борбе су престале око 28. септембра, када је постало јасно да ниједна страна не може да изведе ефективан фронтални напад на непријатељске ровове. Осим тога Французи су били под тешким притиском у области Ремса. Пошто су се обе стране нашле у тој бици у пат позицији укопани у ровове на Ени, кренули су покушаји да се противничка страна изманеврише на другим странама. Тако су започеле операције назване "Трка ка мору". Трку ка мору је започео француски главнокомандујући Жозеф Жофр, који је покренуо савезничке снаге северно и западно, тако да је нападао изложени немачки десни бок у Нојону.
Постојале су и касније битка на Ени: 
- Друга битка на Ени (април-мај 1917) и
- Трећа битка на Ени (мај-јун 1918)